# Дзьобак
Дзьоба́к (Dinopium) — рід дятлоподібних птахів родини дятлових (Picidae). Представники цього роду мешкають в Південній і Південно-Східній Азії.

## Види
Виділяють п'ять видів:
- Дзьобак гімалайський (Dinopium shorii)
- Дзьобак золотоспинний (Dinopium javanense)
- Дзьобак палаванський (Dinopium everetti)[10]
- Дзьобак чорногузий (Dinopium benghalense)
- Дзьобак карміновий (Dinopium psarodes)[11]

Оливкового дзьобака раніше відносили до роду Dinopium, однак за результатами молекулярно-філогенетичного дослідження 2017 року він був переведений до роду Дзекіль (Gecinulus).

## Етимологія
Наукова назва роду Dinopium походить від сполучення слів дав.-гр. δεινος — потужний, велетенський і ωψ — вигляд.